# Вольостров
Вольостров — небольшой остров в Кандалакшском заливе Белого моря. Административно входит в Терский район Мурманской области. Остров расположен чуть южнее входа в Сосновую губу.
Остров расположен на севере Кольского полуострова в 200 метрах от западного побережья полуострова Турий, отделён от него проливом Вольостровская Салма.
Имеет неровную овальную форму длиной 2 километра и шириной до 1,5 километра в средней части. Представляет собой гранитную скалу высотой 72 метра, покрытую редким лесом. Берега острова имеют красноватый оттенок и лишены растительности. Восточный берег острова представляет собой невысокий песчаный обрыв. В западной части острова установлен небольшой маяк.